# Tour del Jura
El Tour del Jura (en francès Tour du Jura) és una cursa ciclista suïssa que es disputa als voltants de la vila de Delémont al Cantó del Jura. Creada el 1981 com a format amateur, va entrar a formar el calendari de l'UCI Europa Tour el 2001.
Va ser una cursa per etapes fins al 2000. L'edició de 1997 es va haver d'anul·lar degut a l'accident mortal d'un ciclista baixant el Col de la Croix.

## Palmarès
| Any       | Vencedor             | Segon               | Tercer              |
| --------- | -------------------- | ------------------- | ------------------- |
| 1981      | Daniel Wyder         | Heinz Luternauer    | Daniel Heggli       |
| 1982      | Jochen Baumann       | Stefan Joho         | Arno Küttel         |
| 1983      | Marc van Orsouw      | Kurt Bieri          | Michael Däppen      |
| 1984      | Pius Schwarzentruber | Bruno Hollenweger   | Daniel Berger       |
| 1985      | Daniel Steiger       | Herber Niederberger | Richard Trinkler    |
| 1986      | Beat Meister         | Daniel Lanz         | André Wernli        |
| 1987      | Daniel Hirs          | Adrian Wyler        | Pierre Curchod      |
| 1988      | Peter Bodenmann      | Laurent Dufaux      | Roger Devittori     |
| 1989      | Gerd Schierle        | Mike Hürlimann      | Mathias Hofmann     |
| 1990      | Markus Oppliger      | Riccardo Dasoli     | Ben Girard          |
| 1991      | Kurt Lustenberger    | Sylvain Golay       | Walter Hänni        |
| 1992      | Stephan Zbinden      | Andrea Stocco       | René Keller         |
| 1993      | Frédéric Vifian      | Mirco Pinton        | Marcel Renggli      |
| 1994      | Markus Kammermann    | Ottavio Soffredini  | Emmanuele Granzotto |
| 1995      | Cédric Milliéry      | Stéphane Magnin     | Reto Bergmann       |
| 1996      | Markus Blessing      | Peter Bodenmann     | Adriano Piraino     |
| 1997      | Anul·lada            |                     |                     |
| 1998      | Michel Klinger       | Roland Rufener      | Pirmin Adler        |
| 1999      | Michel Klinger       | Beat Obrist         | Christian Mirro     |
| 2000      | David Rush           | Peter Frei          | Thomas Kaufmann     |
| 2001      | Roger Beuchat        | Stéphane Auroux     | Pierre Bourquenoud  |
| 2002      | Jérôme Gannat        | Emmanuel Granat     | Jan Ramsauer        |
| 2003      | Florian Lüdi         | Nicolas Dumont      | Sylvain Lavergne    |
| 2004      | Yannick Talabardon   | Laurent Paumier     | Florian Lüdi        |
| 2005      | Glen Chadwick        | Heath Blackgrove    | Florian Lüdi        |
| 2006      | Andreas Schillinger  | Alexandre Grux      | Nicolas Hartmann    |
| 2007      | Guillaume Levarlet   | Yukiya Arashiro     | Silvère Ackermann   |
| 2008      | Massimiliano Maisto  | Francesco Tizza     | Pirmin Lang         |
| 2009      | Roger Beuchat        | Joël Frey           | Péter Kusztor       |
| 2010-2012 | No disputada         |                     |                     |
| 2013      | Matthias Brändle     | Aleksejs Saramotins | Andrea Piechele     |
| 2014      | Kévin Ledanois       | David Belda         | Pierre Latour       |
| 2015-2016 | No disputada         |                     |                     |
| 2017      | Marc Hirschi         | Patrick Schelling   | Fabian Lienhard     |